# 라데가스트역

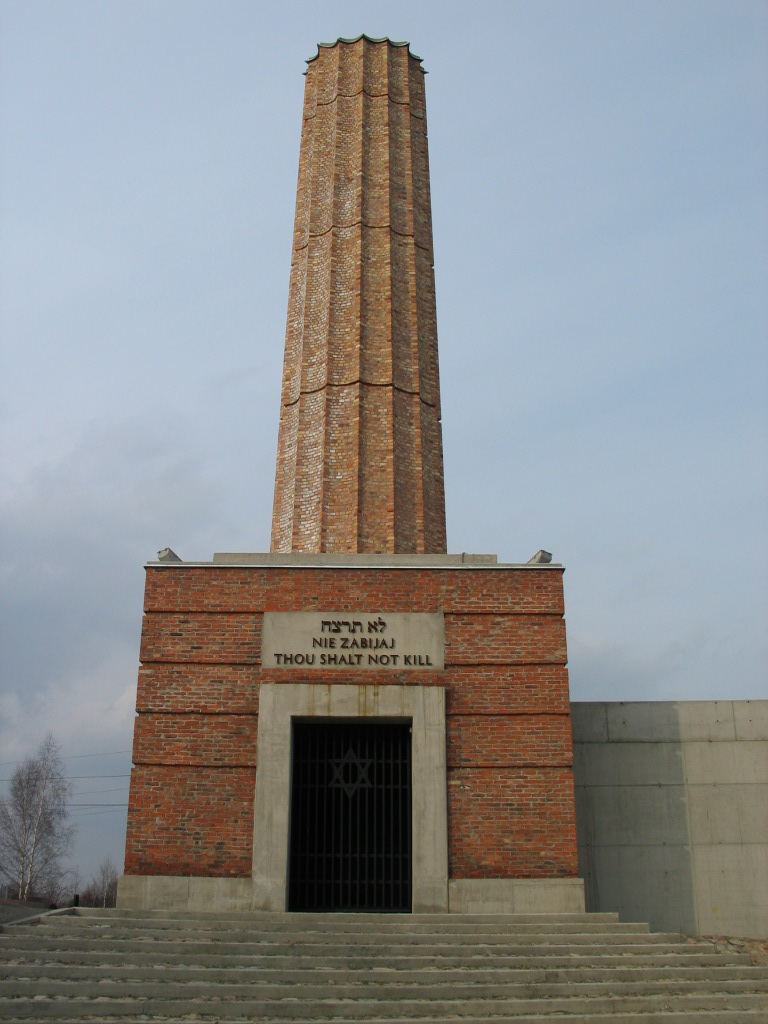
라데가스트의 홀로코스트 기념물

라데가스트역(독일어: Bahnhof Radegast) 또는 라도고슈치역(폴란드어: Radogoszcz)은 폴란드 우치주 우치의 폐역이다. 1926년과 1937년 사이에 지어진 이 역은 홀로코스트 동안 광범위하게 사용되었다. 유대인을 우치 게토에서 강제 수용소로 이송하는 움슐라크플라츠 역할을 했다.

## 역사
제2차 세계 대전 동안 이 역은 독일이 점령한 유럽에서 가장 큰 유대인 게토 중 하나인 우치 게토 바로 밖에 위치해 있었다. 라데가스트역의 움슐라크플라츠는 폴란드 전역에서 추방된 수천 명의 사람을 포함하여 주로 우치의 유대인 주민들이 모여 헤움노 강제 수용소와 아우슈비츠 강제 수용소로 직접 이송된 곳이었다. 1942년 1월 16일부터 1944년 8월 29일까지 약 200,000명의 폴란드, 오스트리아, 독일, 룩셈부르크, 체코 유대인이 수용소를 향해 이 역을 거쳤다.

## 기념관
2004년, 1944년 우치 게토 파괴 60주년 기념식과 라도고슈치역에서의 마지막 수송선 출발을 계기로 폐역을 홀로코스트 기념관으로 바꾸려는 노력이 시작되었다. 2005년 8월 28일, 체스와프 비엘레키의 디자인을 기반으로 역을 지나간 유대인 희생자들을 기념하는 기념비가 공개되었으며, 140-미터 (460 ft) 길이의 강제이주민 터널이 특징이다. 개조된 역 건물은 우치 독립 전통 박물관의 한 부서가 되었다.